# Paul Vayssière
Pour les articles homonymes, voir Vayssière.
Paul Vayssière est un agronome français, né le 24 juillet 1889 à Marseille et mort le 5 novembre 1984 dans le 5e arrondissement de Paris.

## Biographie
Botaniste et agronome français, il a passé l'essentiel de sa carrière professionnelle en Malaisie où des sociétés françaises, la SOCFIN et la Société de terres rouges possédaient des plantations d'hévéas parmi les plus grandes du monde.
Il dirige la Société zoologique de France en 1954.

## Liste partielle des publications
- 1930 : Les Insectes nuisibles au cotonnier dans les colonies françaises. Faune des colonies françaises. Paris : Société d’éditions géographiques, maritimes et coloniales.
- 1940 : Principes de zoologie agricole. collection Armand Colin, section de biologie.
- 1959 : « Agronomie malaise, Notes de mission ». Journal d'agriculture tropicale et de botanique appliquée.